# مارینا

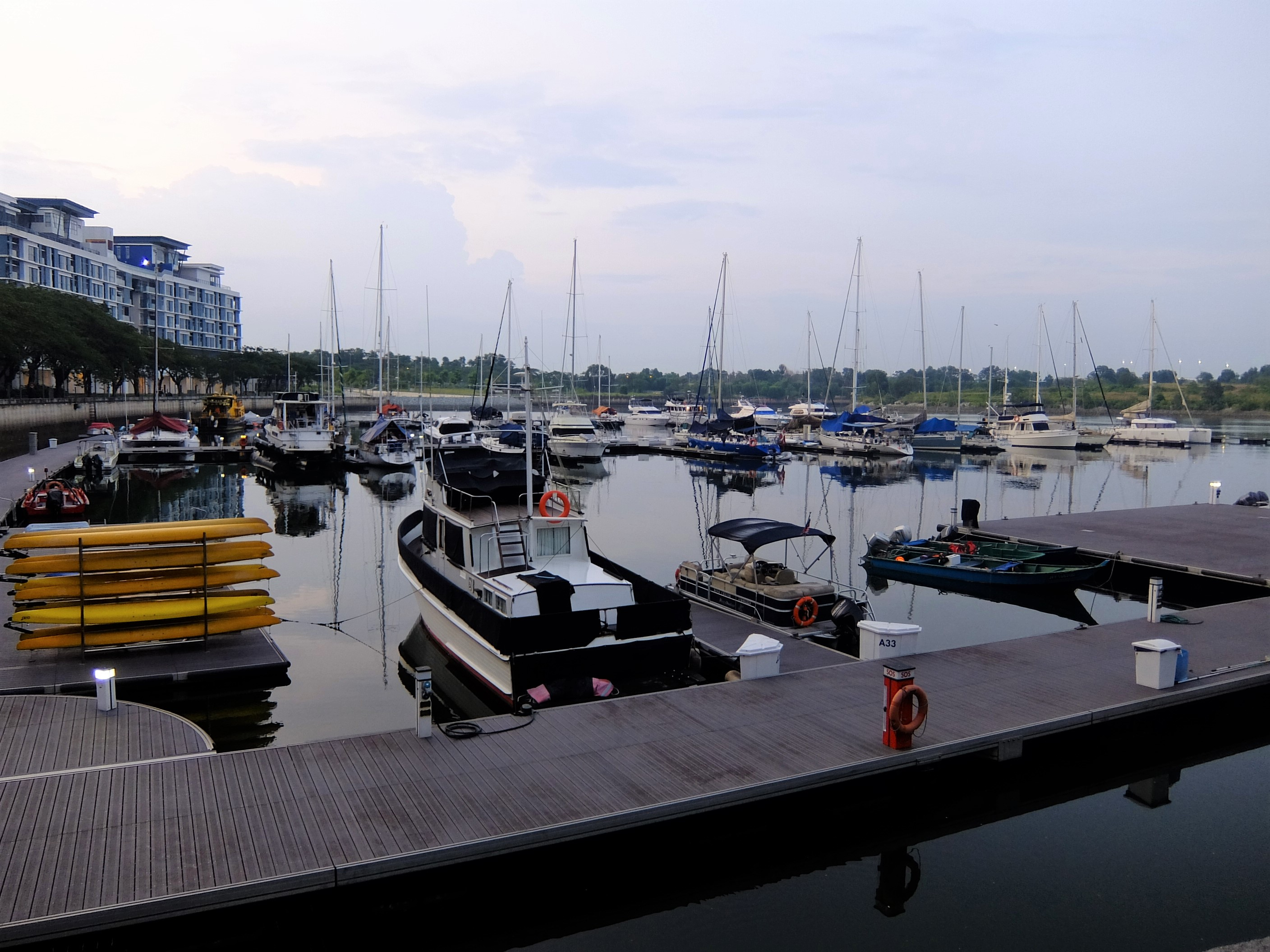
مارینا

مارینا (به اسپانیایی: Marina) که می‌توان به آن بندر کوچک، بندر تفریحی یا محوطه بندری گفت، محوطه‌ای بندری برای قایق‌های کوچک و تفریحی است. در مارینا معمولاً امکانات پهلوگیری و لنگراندازی و نیز آب و برق برای قایق‌ها فراهم است که در برابر دریافت هزینه در اختیار قایق‌ها گذاشته می‌شود.
تفاوت مارینا با بندر در این است که مارینا برای قایق‌های کوچک و با تعداد کم مسافر ساخته شده است و بر خلاف بندرهای بزرگ امکاناتی برای پهلوگیری کشتی و قایق‌های بزرگ و انتقال کالا و مسافر در حجم زیاد ندارد.